# Melanargia clotho
Melanargia clotho är en fjärilsart som beskrevs av Jacob Hübner 1799. Melanargia clotho ingår i släktet Melanargia och familjen praktfjärilar. Inga underarter finns listade i Catalogue of Life.